# کیث ریچاردسون
کیث ریچاردسون (انگلیسی: Keith Richardson) تهیه‌کننده تلویزیونی است.
از فیلم‌ها یا مجموعه‌های تلویزیونی که وی در آن‌ها نقش داشته‌است، می‌توان به تپش قلب اشاره نمود.